# Ego (comics)
Pour les articles homonymes, voir Ego (homonymie).
Ego, la planète vivante (« Ego the Living Planet » en version originale) est un planétoïde extraterrestre de fiction et une entité cosmique évoluant dans l'univers Marvel de la maison d'édition Marvel Comics. Créé par le scénariste Stan Lee et le dessinateur Jack Kirby, le personnage de fiction apparaît pour la première fois dans le comic book The Mighty Thor (vol. 1) #132 en septembre 1966.
Le personnage est interprété au cinéma dans l'univers cinématographique Marvel par l'acteur Kurt Russell dans le film Les Gardiens de la Galaxie Vol. 2 (2017), où Ego est repensé comme un Céleste et le père de Peter Quill (Star-Lord).

## Historique de la publication
« Ego the Living Planet » a été initialement introduit dans The Mighty Thor (vol. 1) #132 (septembre 1966), et a été créé par le scénariste Stan Lee et l'artiste Jack Kirby.
Ego a été plus particulièrement créé par Kirby lors d'une phase où il était fasciné par l'Univers. Les personnages d'Ego, de la race Kree et des colonisateurs Rigelliens ont immédiatement suivi la création de Galactus, établissant ainsi la « mythologie de l'âge spatial » de Marvel Comics.
Comme Kirby l'a rappelé en 1969, peu de temps après les débuts du personnage, la genèse d'Ego est venue lorsque :

« J'ai commencé à expérimenter (...) et c'est ainsi qu'Ego est né. (...) Une planète vivante ; une planète intelligente. Ce n'était pas nouveau non plus parce qu'il y avait eu d'autres histoires [sur] des planètes vivantes, mais ce n'est pas acceptable. (...) [V]ous diriez : « Ouais, c'est dingue », mais comment faites-vous le rapport ? Pourquoi est-il [le personnage] vivant ? Alors j'ai ressenti que quelque part dans l'univers, l'univers (...) devient plus dense et devient liquide — et que dans ce liquide, il y avait un virus multiple géant, et si [il] restait isolé pendant des millions et des millions d'années, il (...) commencerait à évoluer par lui-même et il commencerait à penser. Au moment où nous l’atteignons, il pourrait être tout à fait supérieur à nous — et c'était Ego. »

Le premier aperçu d'Ego par le lecteur sur la dernière page de Thor #132[réf. souhaitée] est une page de démarrage (splash panel) d'une page entière composée d'un collage de photos représentant les traits humains d'Ego, superposés sur un planétoïde chaotique et bulbeux. Kirby utilisait des collages de photos depuis plusieurs années ; cette image a été qualifiée de « sa plus efficace et la plus bizarre à ce jour ».
Ego revient en tant que protagoniste dans Thor #160–161 (janvier-février 1969), et fait une apparition dans le numéro 201. Son origine est explorée dans Thor #228.
Après des apparitions dans Fantastic Four #234-235 (septembre-octobre 1981) et Rom #69 (août 1985), Ego a un rôle récurrent dans Silver Surfer (vol. 3) #4–22 (1987–1989). Le personnage revient dans le Thor Annual en 1991 et dans Thor #448–450 (juin-août 1992).
Ego joue un rôle proéminent dans le vaste crossover de l'arc narratif Maximum Security (en), apparaissant dans Avengers #35 (décembre 2000), Maximum Security: Dangerous Planet (octobre 2000), Iron Man #34–35 (novembre-décembre 2000), X-Men Unlimited (en) #29 (décembre 2000), Gambit #23 (décembre 2000) et Maximum Security #1–3 (décembre 2000-janvier 2001).
Le personnage revient dans Nova (vol. 4) #20–30 et Astonishing Thor #1–5 (novembre 2010-juillet 2011).
Il apparaît également dans Oni Press Color Special.

## Biographie du personnage

### Origines
Les origines exactes d'Ego demeurent, encore à ce jour, sujettes à caution. La Planète vivante est en effet l’une des créatures les plus étranges de l’univers connu. Deux sources, contradictoires, décrivent sa naissance, sans qu’il ne soit possible pour le moment de déterminer laquelle est véridique.
Dans la première hypothèse, quand l’univers commença à s’organiser à son début, et que les planètes se formèrent à partir de gaz, de poussières et d’atomes au sein du disque d’accrétion de leurs étoiles respectives, une planète se développa différemment des autres, évoluant graduellement pendant de millions d’années pour acquérir une conscience et une intelligence propre. Cette planète devint connue plus tard sous le nom d’Ego, la Planète vivante. Le secteur entier de l’espace dans lequel elle vit le jour fut qualifié de « biovers » (ou bio-univers), consistant en un lieu imbibé d’une multitude de formes de vie ambiantes. Ego semble cependant être la seule créature consciente connue à avoir existé dans ce biovers, bien que certains indices laissent penser que d’autres mondes vivants auraient pu voir le jour dans ce lieu.
Dans la deuxième hypothèse, la mystérieuse entité cosmique appelée l’Étranger revendique un rôle dans la naissance d’Ego. Quand l’Étranger se rendit auprès de son étoile natale, afin de mener des expériences qui devaient conduire à la transformer en nova, détruisant ainsi les planètes jumelles en orbite autour de cet astre, un scientifique nommé Egros commença à chercher un moyen de sauver sa race, qui habitait dans ce système solaire, de cette destruction programmée. Peu avant de la destruction de sa planète, Egros envoya son peuple dans des abris fortifiés qu’il avait fait construire au cœur de la planète pour les protéger, mais son plan échoua quand l’étoile se transforma en nova plus tôt qu’il ne l’avait prévu. Ne disposant plus d'assez de temps pour sceller les chambres et assurer la survie de son peuple, Egros tenta vainement d’atteindre le caveau souterrain avant que l’onde solaire ne l’atteigne. Cependant, Egros ne périt pas et fut rapidement fusionné avec tous les êtres vivants de sa planète (y compris les siens) par l’Étranger, afin de créer Ego, la Planète vivante. L’Étranger créa aussi une seconde planète vivante, « Alter-Ego », dans des circonstances inconnues avant de la donner au Collectionneur (Taneleer Tivan). L’Étranger escomptait un jour futur opposer ses deux créations, afin de voir laquelle serait la plus forte. La création d’Ego aurait aussi été accompagnée accompagné de celle de « Ça », nommée la Lune égoïste.
Quoi qu'il en soit, Ego naît dans la Galaxie noire. Comme toutes les planètes, elle est formée à partir de gaz et de poussières cosmiques. Toutefois, pour des raisons inconnues, la planète évolue et accède à la conscience.
Pour survivre, Ego absorbe des vaisseaux spatiaux passant à proximité et de petites planètes. Elle planifie ensuite une conquête interstellaire. Son comportement attire l'attention des Rigelliens, qui la perçoivent comme une menace. Les Rigelliens découvrent aussi la Terre et concluent un pacte de non-invasion avec le dieu Thor si celui-ci les aide à vaincre la planète. Vainqueur du combat, Thor oblige Ego à ne pas quitter la Galaxie Noire et à renoncer à ses envies de conquête ; celle-ci, humiliée par sa défaite, accepte.

### Parcours
Des mois plus tard, le Dévoreur de mondes Galactus, à nouveau affamé et affaibli, cherche à consommer Ego. Thor aide Ego à repousser Galactus et, pour le remercier, elle devient l'hôte des Errants, une race dont la planète natale avait été la première à être détruite par Galactus des milliards d'années plus tôt.
Quand un Rigellien prélève un échantillon d'Ego dans l'espoir qu'il puisse fertiliser des mondes stériles, cela rend la planète folle de rage. Elle absorbe alors ses habitants. Galactus, Hercule, Firelord et Thor la combattent, puis lui attachent un réacteur géant de vaisseau spatial sur son pôle sud, l'obligeant à parcourir l'espace sans pouvoir s'arrêter.
Des années plus tard, Ego réussit à reprendre le contrôle de sa trajectoire et cherche à retrouver Galactus. Proche de la Terre, elle est détruite par l'intermédiaire des Quatre Fantastiques, qui la font se désagréger dans le Soleil. Cependant, des morceaux de roches d'Ego sont perdus dans l'espace et se regroupent, reformant le planétoïde en utilisant des astéroïdes.
Elle rejoint ensuite le groupe informel des Doyens de l'Univers, étant unique comme eux. Ensemble, ils décident de tuer Galactus, mais Ego est très rapidement vaincue par le Surfer d'argent. Dans un deuxième combat, elle remporte la lutte et tente de drainer l'énergie du héraut, mais celui-ci parvient à s'échapper.
Par la suite, Ego absorbe de nombreux Spectres noirs (en) (« Dire Wraiths ») et combat le Chevalier de l'Espace Rom. Elle affronte également de nouveau Le Surfeur d’argent et le Professeur X avec l’équipe Cadre-K.
Quelque temps plus tard, le menace d'Ego est dissipée par le héros Quasar (Wendell Vaughn), qui l'absorbe dans la Zone Quantique, le lieu d'où il tire son propre pouvoir. Par la suite, elle se retrouve parmi les êtres qui attaquent le Titan Thanos alors que celui-ci entre en possession du Cœur de l’Infini.
Réduite à l'état de spores, Ego se retrouve sur Terre et commence lentement à absorber la biosphère, poussée par sa nature. Quasar la détecte et est contraint de l'absorber de nouveau dans la Zone Quantique.

### Après l'Annihilation
Quand la forme physique de Quasar fut détruite par Annihilus lors du crossover Annihilation (en), Ego fut libérée de la Zone Quantique et reprit rapidement sa forme planétaire.
Attirée par le Worldmind de Xandar près de la Terre, elle fut sélectionnée pour devenir un Centurion Xandarien. Mais son influence maléfique troubla le Worldmind, déjà affecté par sa rencontre avec son transfert total dans l'esprit de Nova (Richard Rider), sa rencontre avec Galactus et son infection par le Phalanx. Nova, portant alors les Bracelets quantiques, réussit à vaincre Ego, la laissant dans un état végétatif, et libérant la Force Nova.

## Pouvoirs, capacités et équipement
Ego est un gigantesque planétoïde, un corps solide d'un peu plus de 6 700 km de diamètre (4 165 miles), possédant une conscience égoïste et dominatrice.
La planète vivante nommée Ego a été qualifiée de « bio-univers » (bioverse). Chaque partie de sa substance, y compris son atmosphère, est vivante tant qu'elle est contrôlée par la conscience d'Ego. Ego transforme souvent sa surface pour apparaître comme un visage géant quand il s'adresse à des êtres puissants, et peut façonner son terrain en fonction des circonstances.
- Ego possède un contrôle total sur son atmosphère et sa masse, et peut modifier sa surface et son cœur à volonté, jusqu’au niveau moléculaire[1]. C’est grâce à ce pouvoir qu’il se dessine un visage humain ou qu’il se déplace dans l'espace. Il peut aussi altérer l’aspect de sa surface pour ressembler à d’autres planètes[1]. La surface d’Ego contient naturellement une atmosphère respirable, qu’il peut contrôler ou modifier en créant ainsi un climat, des séismes, mais aussi une faune et une flore non consciente[1].
- Il peut également reformer sa propre substance en tentacules, en senseurs, mais aussi en serviteurs (corps humanoïdes) qu’il surnomme ses « anticorps »[1].
- Il peut absorber l'énergie des êtres piégés à l’intérieur de son corps[1].
- Ego est un puissant psioniste, pouvant générer des décharges d’énergie cosmique ou communiquer de manière télépathique avec d'autres individus[1]. Il est capable de détruire des mondes entiers et d’asservir leurs populations sans difficulté.

Les vastes énergies psioniques d'Ego rivalisent à leur apogée avec celles d'un Galactus affamé. Ego peut projeter des explosions d'énergie pour anéantir des vaisseaux ou des planètes, lire les esprits et balayer leur structure biologique, ainsi que communiquer avec les êtres sensibles en utilisant sa télépathie. Si ses réserves d'énergie sont épuisées, Ego peut les restaurer en dévorant des planètes, en puisant dans les étoiles ou en digérant un grand nombre d'êtres vivants. Ses capacités psioniques sont également utilisées dans la façon dont il contrôle sa propre biosphère.
Après avoir été doté d'un propulseur conçu par Galactus et fixé à son pôle sud, Ego réussit à maîtriser l’appareil, ce qui lui permit de se déplacer de manière autonome dans l'espace. Par la suite, son propulseur ayant été enlevé, il développa la capacité à se déplacer à des vitesses supraluminiques en pénétrant dans l’hyperespace, par sa simple volonté, et n'a désormais plus besoin du propulseur pour voyager.

## Apparitions dans d'autres médias
Sauf indication contraire, les informations mentionnées dans cette section peuvent être confirmées par la base de données cinématographiques IMDb,  présente dans la section « Liens externes ».

### Cinéma
Interprété par Kurt Russell dans l'univers cinématographique Marvel

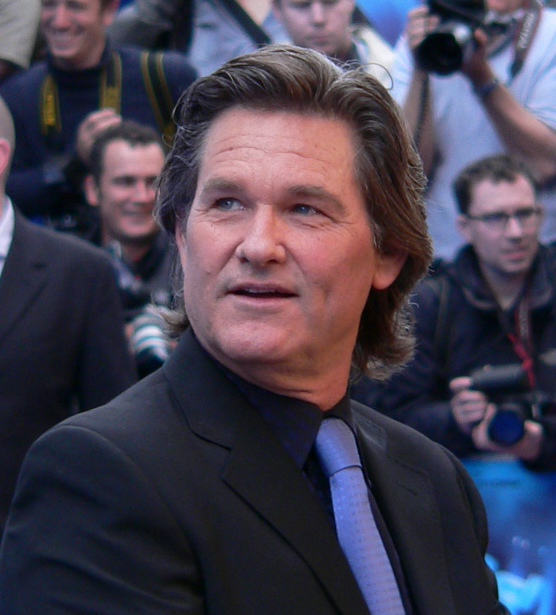
Kurt Russell incarne Ego dans Les Gardiens de la Galaxie Vol.2 (2017).

- 2017 : Les Gardiens de la Galaxie Vol. 2 réalisé par James Gunn

Contrairement aux comics, le personnage d'Ego est ici présenté comme le père de Star-Lord. Un changement majeur du personnage dans cette continuité est que sa personnalité corresponde à son nom, et le film met un accent particulier sur son narcissisme, qui n'est pas un trait de personnalité majeure de son pendant original de la bande dessinée. Dans le film, c'est un Céleste plutôt qu'une planète vivante (qui n'est qu'une de ses formes). C’est un peu ambigu, cependant, puisque cela semble être le nom qu’il s’est donné (car il ne croit pas être semblable à autre chose dans l’univers) ; un Céleste canonique et la tête tranchée d’un Céleste mort ont déjà été vus dans le film précédent. Sans parler de sa forme « la plus vraie » qui est apparemment un cerveau géant, désincarné, qui agit également comme le noyau de sa planète.
Alors qu'Ego, la Planète vivante était assez puissante, celui du film est davantage un être cosmique, bien qu'il ait la capacité de prendre une forme humaine. Sa vraie forme est un cerveau géant et brillant avec la planète comme étant une chose qu'il s'est formée lui-même plutôt que d'être simplement une conscience de la planète. Il devient plus lovecraftien lorsque ses vraies couleurs sont révélées, car son scénario d'assimilation consiste à étendre des morceaux de lui-même pour qu'il se développe comme des tumeurs sur des planètes. À l'image de Ronan l'Accusateur, bien que le personnage de bande dessinée n’ait jamais été un personnage sympathique, les aspects négatifs de sa personnalité sont encore plus prononcés dans son incarnation cinématographique

### Télévision
- 1994 : Les Quatre Fantastiques (série d'animation, épisode 19 : « To Battle the Living Planet ») - doublé en anglais par Kay E. Kuter.
- 1998 : Silver Surfer (série d'animation) - doublé en anglais par Roy Lewis.
- 2013-2014 : Hulk et les Agents du S.M.A.S.H. (série d'animation, 3 épisodes) - doublé en anglais par Kevin Michael Richardson.
- 2021-2023 : What If...? (série télévisée d'animation)

## Dans la culture populaire
- Dans la chanson Ego, the Living Planet du groupe de rock Monster Magnet, issue de l'album Dopes to Infinity (1995).